# Ivo Jelić
Ivo Jelić (Liège, 20. ožujka 1941. – Split, 6. siječnja 2016.), general bojnik Hrvatske vojske.

## Životopis
Kao jedan od osnivača 4. gardijske brigade 28. travnja 1991. postaje njenim prvim zapovjednikom do 3. lipnja 1992. Nakon toga prelazi u Hrvatsku ratnu mornaricu gdje je od lipnja 1992. do 9. siječnja 1993. obnašao dužnost savjetnika zapovjednika HRM-a za kopnenu vojsku na kojoj je i umirovljen.
Osobito je zaslužan za obranu Zadra i zaleđa početkom Domovinskog rata.
Za zasluge u Domovinskom ratu odlikovan je Spomenicom Domovinskog rata, Spomenicom domovinske zahvalnosti za 5 godina, Redom kneza Domagoja s ogrlicom i Redom bana Jelačića.